# どうぶつ!よーいドン!
「どうぶつ!よーいドン!」（どうぶつ よーいどん）は、ちく☆たむの楽曲。40mPが楽曲を提供、作詞は「ちく☆たむ×40mP」の共作。

## 概要
本曲は、ニコニコ生放送「けものフレンズ presents どうぶつ図鑑2」のテーマ・ソング。
動物園・水族館応援ソング(非公認)として、ちく☆たむの2人が勝手に応援し、全国の動物園・水族館で公認応援ソングになることを目標にしている。

## シングルリリース
2018年10月4日にビクターエンタテインメントから発売された。
販売形態は、初回生産限定盤（VIZL-1455）と通常盤（VIZL-1456）の2種リリースで、特典DVDには、本作でしか見られない特別版の「どうぶつ図鑑」を収録。
初回生産限定盤には、直筆サイン入りアナザージャケットと、特典会参加券も同梱されている。

## シングル収録内容
| #         | タイトル                                     | 作詞           | 作曲      | 時間  |
| --------- | -------------------------------------------- | -------------- | --------- | ----- |
| 1.        | 「どうぶつ!よーいドン!」                     | ちく☆たむ×40mP | 40mP      | 5:23  |
| 2.        | 「ZOO」                                      | 辻仁成         | 辻仁成    | 4:51  |
| 3.        | 「どうぶつ!よーいドン!（-off vocal ver.-）」 |                |           | 5:20  |
| 合計時間: | 合計時間:                                    | 合計時間:      | 合計時間: | 15:34 |

| #  | タイトル                   | 作詞 | 作曲・編曲 | 時間    |
| -- | -------------------------- | ---- | ---------- | ------- |
| 1. | 「どうぶつ図鑑 特別版DVD」 |      |            | 1:14:44 |

## チャート
| チャート（2018年）                | 最高位 |
| --------------------------------- | ------ |
| オリコン                          | 21     |
| Billboard JAPAN Top Singles Sales | 23     |